# Colten Boushie
Colten Boushie (geboren 1993 oder 1994; gestorben 9. August 2016) war ein kanadischer Mann vom Volk der Cree. Er wurde in einem ungeklärten Fall im August 2016 von dem weißen Farmer Gerald Stanley erschossen. Im Februar 2018 wurde Stanley freigesprochen; dies führte zu landesweiten Protesten in der kanadischen Gesellschaft und brachte die Stellung und Rechte der First Nations im Lande wieder an die öffentliche Diskussion.

## Leben
Colten Boushie lebte in armen Verhältnissen in einem Trailer in einem Reservat in der Provinz Saskatchewan. Er jobbte in Restaurants und Hotels, um Geld für ein eigenes Auto zu sparen, und plante, später aufs College zu gehen.

## Fall
Boushie und vier weitere Freunde hatten den Tag mit Schwimmen, Trinken und Schießen verbracht. Nach einer Reifenpanne ihres Ford Explorer versuchten sie von einer Farm ein Fahrzeug zu stehlen, dessen Scheibe sie mit ihrem Gewehr (Kaliber .22) einschlugen. Sie fuhren weiter und drangen auf in anderes fremdes Grundstück ein; dort trafen sie auf den damals 56-jährigen Farmer Gerald Stanley und dessen Familie. Stanley durchschlug die Scheibe des SUV mit einem Hammer und versuchte den Zündschlüssel zu greifen. Colten Boushie war nach der Begegnung tot; er wurde von einer Kugel aus Gerald Stanleys semiautomatischer Handfeuerwaffe in den Hinterkopf getroffen.
Zu dem, was sich bei dem Zusammentreffen der Gruppe und des Farmers ereignete, unterscheiden sich die Darstellungen der Beteiligten erheblich: Während Stanley und sein Sohn von einem Unfall sprachen, weil er Einbrecher vermutete, die ihn ausrauben wollten, gaben die Zeugen an, dass der Farmer Boushie angegangen sei und ihm daraufhin aus kurzer Entfernung in den Kopf geschossen habe.
Am 12. August nahm die kanadische Polizei Gerad Stanley wegen Verdachts auf ein Tötungsdelikt fest. Unter Auflagen und einer Kaution von 10.000 kanadischen Dollar wurde er wenige Tage später wieder auf freien Fuß gesetzt. Eine der Auflagen war, keinen Kontakt zur Familie des erschossenen Colten Boushie aufzunehmen.
Drei Begleiter von Boushie wurden von der Royal Canadian Mounted Police in einem Fall von Diebstahl festgenommen.

## Prozess
Am 9. Februar 2018 erging in Battleford vom Battleford Court of Queen’s Bench das Urteil gegen Stanley. Die ausschließlich aus Weißen bestehende Jury sprach Gerald Stanley vom Vorwurf des Mordes und des Totschlages frei.

## Reaktionen
Nach dem Urteil kam es in ganz Kanada zu Protesten. In Halifax, Toronto, Vancouver und weiteren Städten demonstrierten Menschen gegen das Urteil und für die Rechte der First Nations.
Der Häuptling der First Nations, Perry Bellegarde, nannte das Urteil zutiefst schockierend: „Wir sind aufgewühlt und entmutigt.“ Er sagte, dass das kanadische Rechtssystem zum Nachteil der Ureinwohner befangen sei und dringend reformiert werden müsse.
Unter den in hoher Zahl arbeitslosen Ureinwohnern sind prozentual mehr Kanadier alkoholabhängig und werden wegen Kleinkriminalität belangt.